# Szövet (biológia)
A szövet (lat. textus) egy adott funkció elvégzésére specializálódott (többnyire azonos eredetű, tehát ugyanabból a csíralemezből kialakuló), hasonló alakú és azonos feladatot betöltő sejtek és a sejtek közötti terekben található sejtközi állomány (substantia intercellularis) együttese. A legtöbb szerv többféle szövetből épül fel. Bizonyos szövetek sejtközi állománya rostokból és látszólag szerkezet nélküli alapállományból áll.

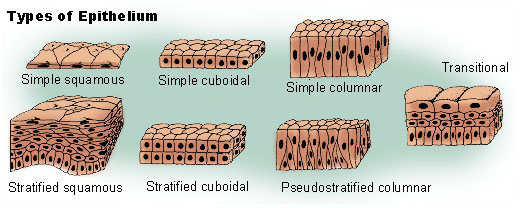
A hámszövetek fő típusai

## Az állati szervezetek alapszövetei
- Hámszövetek (epitélium)
- Kötő- és támasztószövet
- Izomszövet
- Idegszövet

## Hámszövet
Hámszövetek (tela epithelialis) a testfelszínt és a belső üregek falát borítják, ennek megfelelően mindhárom csíralemezből kialakulhatnak. Sejtek szorosan illeszkednek egymáshoz, táplálékukat az alaphártya felől kapják. A hám lehet egy- vagy többrétegű, elszarusodó vagy el nem szarusodó. A hámokat funkciójuk szerint csoportosítjuk (Bakonyi et al.):
- fedőhám,
- felszívó hám,
- pigmenthám,
- érzékhám,
- mirigyhám.

A hámszövetnek nincs saját érhálózata, az alatta lévő kötőszövet segítségével bonyolítja le anyagforgalmát. Sejt közötti állománya elenyésző. (Előbbiek csak a fedőhámokra igazak maradéktalanul!) Az egyrétegű hám előfordulása általános, a többrétegű hám csak a gerinceseknél található meg. A fedőhámok fedik, beborítják és védik az alattuk lévő szövetrétegeket a testfelszínen és az üreges szervekben. Ide tartozik a bőr hámja és a nyálkahártyák bizonyos részeinek hámja. A felszívó hámok a víz és a tápanyagok felszívódását végzik az emésztőrendszerben, valamint a szervezet számára hasznos anyagok visszaszívódását a szűrletből a vesékben. A mirigyhámok váladékot termelnek, amelyek vagy a külvilágba, vagy az üreges belső szervekbe (külső elválasztású mirigyek), vagy a vérbe ürülnek (belső elválasztású mirigyek).
Sejtek alakja szerint:
- Laphám
- Köbhám
- Hengerhám

Rétegezettség szerint:

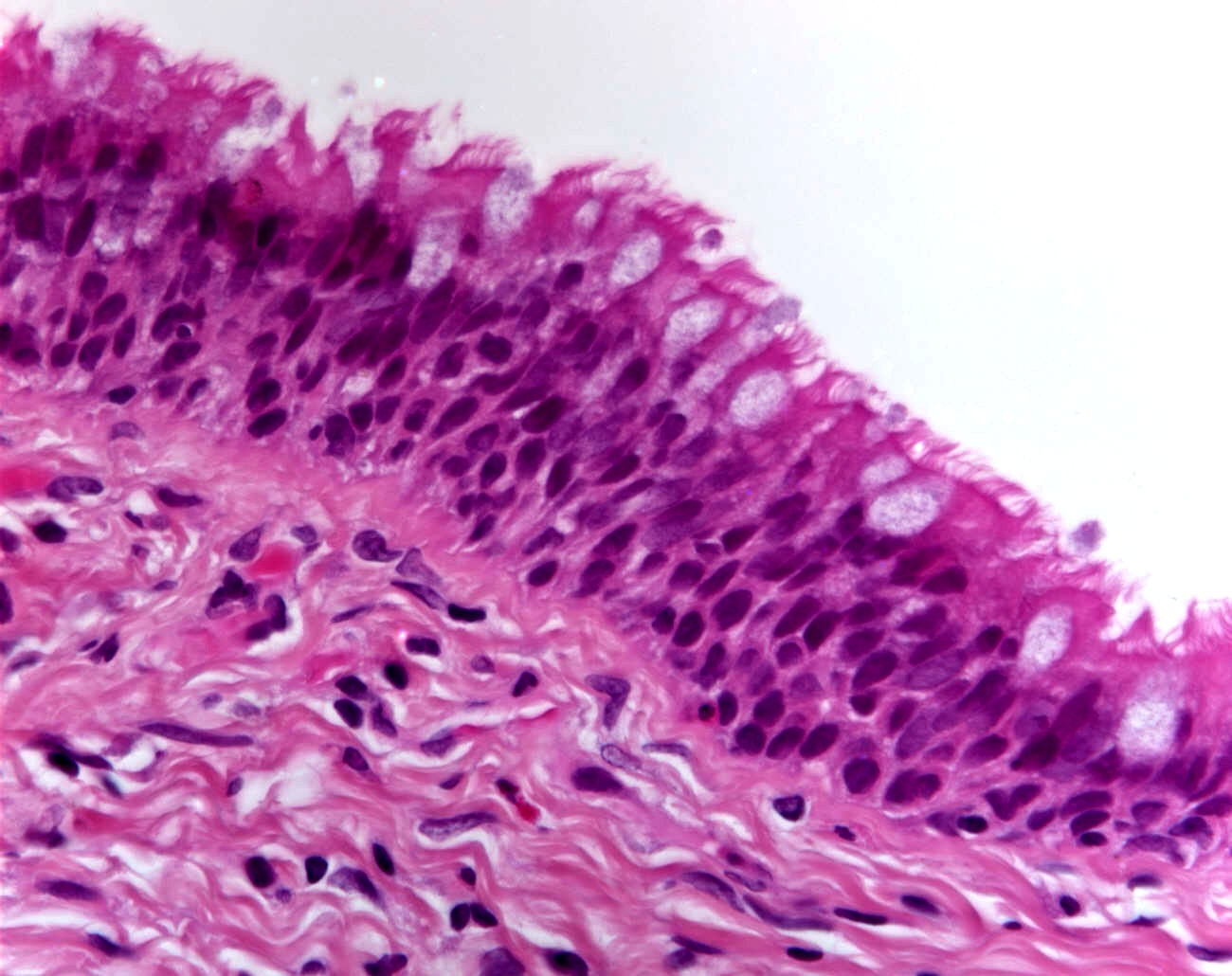
Többmagsoros csillószőrös hengerhám fénymikroszkópos felvétele. (H-E festés.)

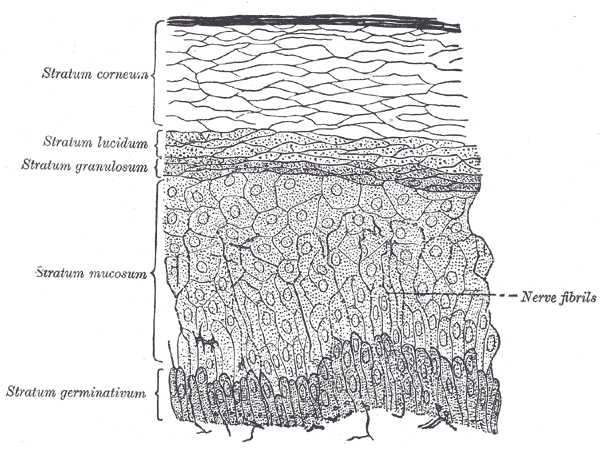
Többrétegű elszarusodó laphám.

- Egyrétegű – laphám, köbhám, hengerhám
- Többrétegű (általában kétrétegű) köbhám - verejtékmirigyek kivezetőcsöveiben fordul elő.
- Többrétegű: (elszarusodó és el nem szarusodó) laphám, hengerhám, átmeneti hám (urotélium) (ezeknél a legalsó sejtréteg (stratum germinativum) folyamatosan osztódik). Azt, hogy többrétegű laphámról vagy hengerhámról van szó, a legfelső sejtrétegek típusa alapján határozzuk meg. Az urotélium olyan sajátos hámféleség, amely a húgyutak legnagyobb részét béleli. Felső sejtrétegét ún. ernyősejtek alkotják (lásd: Húgyhólyag).

Élettani szerep szerint:
- Fedőhám -testet, szervet fed vagy bélel. Működés, sejtalak és rétegződés szerint sok fajtája van. Egyrétegű laphám béleli például az ereket, egyrétegű hengerhám fedi a földigiliszta testét, csillós hengerhám béleli a légutak jelentős részét, a petevezetéket, többrétegű elszarusodó laphám borítja az emlősök bőrét.
- Mirigyhám -feladata a váladéktermelés. A sejtek jellemző alakú végkamrát határolnak, oda juttatják a váladékot. A külső elválasztású mirigyek termékei a végkamrából kivezetőcsövön át jutnak a testfelületre (verejték, tej) vagy valamely belső szerv külvilággal kapcsolatos üregrendszerébe (nyál, emésztőnedvek). A belső elválasztású mirigyeknek nincs kivezetőcsövük. Váladékukat (a hormonokat) a vér ill. testfolyadék szállítja a hormonreceptorokkal rendelkező célszervekhez.
- Érzékhám - speciális hámszövet, mely például az orrüreg szaglómezején található.
- Felszívóhám - kutikulás hengerhám az emésztőrendszerben és a vesében
- Csillós hám - többmagsoros csillószőrös hengerhám a légutakban
- Pigmenthám - csak a szem recehártyájában fordul elő, fényizoláló szerepe van

## Kötő- és támasztószövet
A kötő- és támasztószövet (tela connectiva) testünk leggyakoribb szövetfélesége. A középső csíralemezből - a mesodermából és a ganglionlécből - fejlődik, részt vesz minden egyes szerv felépítésében. Az ebbe a csoportba tartozó különböző szövetek szerkezete aszerint alakul, hogy milyen mechanikai behatással szemben kell védelmet nyújtania.
Ide tartozik:
- a kötőszövet,
- a zsírszövet,
- a porcszövet,
- a csontszövet.

Fő funkciói:
- Szerveket köt össze
- Szervek tokját képezi

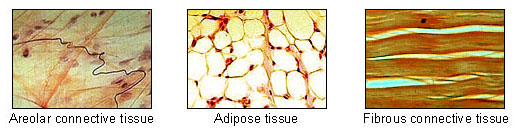
Kötőszövetek

- Szervek belső vázát alkotja, a szervek erei és idegei futnak benne
- Szerveket rögzíti
- Elválasztó sövényeket alkot
- Hézagokat tölt ki
- A bőr és a nyálkahártyák fontos rétegeit alkotja
- A szervezet legfontosabb vízraktára
- A test belső vázát alkotják

Eredet, fő összetevők:
- A középső csíralemezből (mezoderma) alakul ki
- Kötőszöveti sejtek és sejtek közötti állomány (kollagén, rács és rugalmas rostok, és látszólag homogén alapállomány)

A kötőszövetek típusai:
- Embrionális kötőszövet
- Érett kocsonyás kötőszövet - a köldökzsinórban található
- Laza rostos kötőszövet - ez fordul elő a legnagyobb mennyiségben és a testnek lényegében minden területén (sejtjei részben a kötőszövet saját sejtjei, fibroblaszok, fibrociták, hisztiociták; nagy részük a vérből vándorol ki, limfociták, plasmasejtek, granulociták, monociták)
- Tömött rostos kötőszövet - legjellemzőbb képviselője az ínszövet, amely párhuzamos elrendeződésű kollagén rostokból és közöttük viszonylag kevés, apró ínsejtekből (tendocyta) áll. A tömött kollagén rostok erőssé, nyújtási terhelésekkel szemben ellenállóvá teszik az inakat. Az izmok ezek közvetítésével tapadnak a csontokon. Vérellátása szegényes, ezért sérülés után lassan gyógyul.
- Reticularis kötőszövet, amely reticulumsejtekből és rácsrostokból áll. Ez alkotja a nyirokszervek vázát (a csecsemőmirigy kivételével), a vörös csontvelő vázát, a bél nyárkahártyájánat saját kötőszöves rétegét (tunica propria mucosae)
- Vér: a sejtközötti állomány - a vérplazma - folyékony, ebben úsznak a vörösvértestek, fehérvérsejtek és vérlemezkék.
- Zsírszövet - a fehér zsírszövet tömény energiaraktár, táplálékbőség idején feltöltődik, mostohább időszakban biztosítja a túlélést, a bőraljában (tela subcutanea) jelentős hőszigetelő réteget képez ; a barna zsírszövet hőtermelő szövet, amelynek csecsemőkorban van fontos szerepe. (Téli álmot alvó állatoknál a testhőmérséklet emelésével a téli álomból való felébredést teszi lehetővé.)

A támasztószövetek:
- Csontszövet a csontsejtek szilvamag alakú, soknyúlványú (plazmanyúlványok) sejtek. Fő feladatuk a sejtközötti állomány kontrollja és tápanyagellátása. Sejtközötti állományuk szilárd, az oszteokollagén (I.-es típusú kollagén) és egy glikoprotein jellegű kötőanyag adják a (35%-ot kitevő) szerves állományt, amely rugalmassá teszi, míg a hidroxilapatit [Ca5(PO4)3(OH)] a szervetlen állományt (65%), amely szilárddá teszi a szövetet. Csontszövet adja a gerincesek belső vázrendszerének domináns részét. Szerkezetileg tömött (substantia compacta) és szivacsos állományt (substantia spongiosa) alkothat. A csontszövet felépítését a csontépítő, lebontását a csontfaló sejtek végzik. Ezek a testnövekedés befejezése után is aktívak maradnak, és a csontok alakját és erősségét mindig az aktuális terheléshez igazítják. Kiemelkedően fontos szerepük van a csonttörések gyógyulásában. A csontszövet az egész élet folyamán képes teljes értékű gyógyulásra (restitutio ad integrum) megfelelő rögzítés esetén.

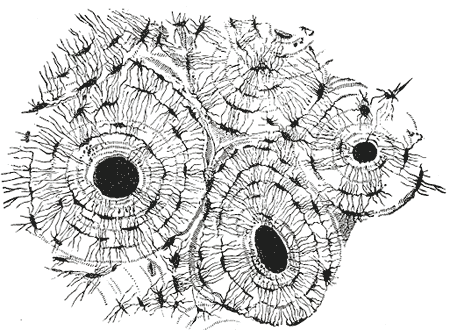
Kompakt csont keresztmetszete.(Havers rendszer).

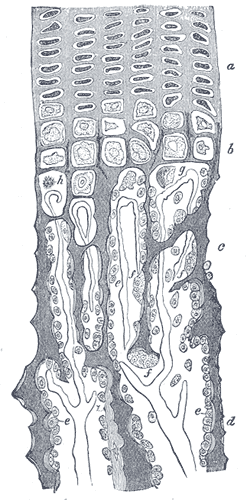
Növekedési porclemez. Fent üvegporc, lent az újonnan képződött csontgerendák felszínükön a csontépítő sejtekkel.

- Porcszövet. Porcsejtekből és a sejtek által termelt sejtközötti állományból áll. Ereket nem tartalmaz. Három típusa van: az üvegporc pl. (ízületi porcok), a kollagén rostos porc (csigolyaközti porckorongok anulus fibrosusa), és a rugalmas rostos porc (gégefedő).
- Gerinchúrszövet - chorda szövet, a gerinc előfutárát, a gerinchúrt építi fel. Nem szilárd szövet, de kötőszövetes burokba zárt nagy víztartalmú sejtjei összességükben rugalmas támasztólemezt képeznek. Felnőttkori maradványai a csigolyaközti porckorongok kocsonyás belseje (nucleus pulposus).

## Izomszövet
A középső csíralemezből (mezoderma) alakul ki. Az izomszövetek (tela muscularis) közös tulajdonsága, hogy összehúzódva majd elernyedve változó hosszúságot, feszességet érnek el. Ezzel mechanikai mozgást és munkát végeznek az összehúzódásra képes izomsejtek. Az izomsejtek aktin és a miozin filamentumokat (szálakat) tartalmaznak. A két különböző filamentum kötegekbe rendeződik, ha inger éri a sejteket, ATP felhasználásával új kötések jönnek létre a kétféle filamentum között, ezért egymáshoz képest elcsúsznak, és az izomsejtek összehúzódnak.
Az izomszövetnek három típusa van:

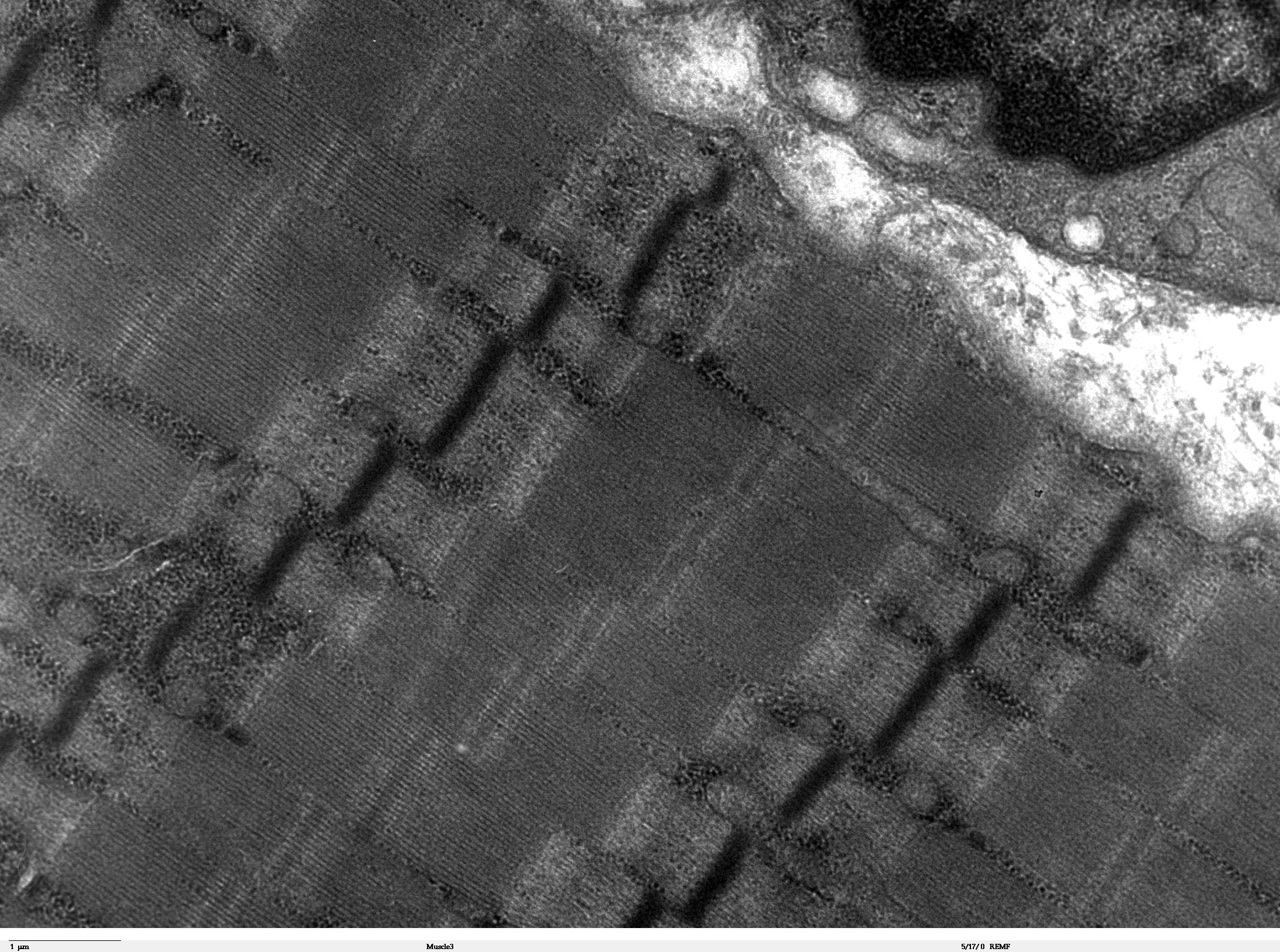
Emberi harántcsíkolt izom transzmissziós elektronmikroszkópos képe.

- Harántcsíkolt izomszövet -Ezek a sokmagvú izomrostok kötegekbe rendeződve az ízeltlábúak és a gerincesek mozgásszerveinek izomzatát építik fel. Összehúzódási egysége a szarkomér. Az izomsejtekben a filamentumok kötegei myofibrillumokat képeznek. Ezek összehúzódási egysége a szarkomér. A szarkomérek egy izomsejten belül egy magasságban helyezkednek el, ebből adódik a harántcsíkolt rajzolat. A fehér (tetanikus) harántcsíkolt izomrostok erős, gyors, összehúzódásokra képesek, de hamar kifáradnak. A vörös (tónusos) harántcsíkolt izomrostok lassabban húzódnak össze, de tartósabb kontrakcióra képesek. A harántcsíkolt izom oxigéndús környezetben (aerob módon) a benne felhalmozott glikogént vízzé és széndioxiddá bontva jut energiához, ezt ATP-ben tartalékolja, amit az összehúzódáskor használ fel. Oxigénszegény állapotban viszont (anaerob módon) tejsavas erjedéssel, sokkal rosszabb hatásfokkal termel energiát. Az izomfáradást az energiatartalékok (glikogén) kimerülése és a bomlástermékek (tejsav) felszaporodása okozza. Pihenéskor a tejsavat a vérkeringés elszállítja a májba, ahol glikogénné alakul Cori-kör.) Emberben a harántcsíkolt izmokat az agyidegek motoros magjainak és a gerincvelő szürkeállomány elülső szarvának mozgató neuronjai idegzik be.
- Sima izomszövet -  Orsó alakú sejtekből áll. A sejtek közötti mechanikai és elektromos kapcsolatokat sejtkapcsoló szerkezetek biztosítják. Általánosan elterjedt a gerinctelenek és a gerincesek belső szerveiben. Mozgása viszonylag lassú, de kitartó. Az autonóm idegrendszer idegzi be.

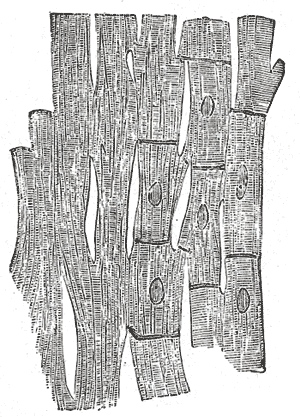
Szívizom.

- Szívizom - Térben elágazó alakú, egymagvú izomsejtek alkotják. Kontraktilis egységek itt is a szarkomérek. A sejtek között mechanikus és elektromos kapcsolódást biztosító sejtkapcsolatok vannak (Eberth-féle vonal; discus intercalaris). Összehúzódásait (systole) elernyedés (diastole) követi, a kettő együtt a szívciklus. A szívciklusok percenkénti száma a szívritmus. Beidegzését az autonóm idegrendszerből kapja. Saját ingerületképző és ingervezető rendszerének köszönhetően beidegzésétől megfosztva is képes működni (automácia).

## Idegszövet
A külső csíralemezből (ektoderma) alakult ki, ezért a szövet kizárólag állati testekben létezik. Az idegszövet (tela nervosa) - nyúlványos, változatos alakú és nagyságú sejtekből - (neuronokból) és támasztósejtekből (gliasejtekből) épülnek fel.